# John McKenna

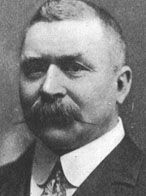
Bild tagen 1892

John McKenna, född 1855, död i mars 1936, var en irländsk fotbollstränare, affärsman och rugbyspelare. Han var fotbollsklubben Liverpools första manager.
McKenna vann två andradivisions-titlar, säsongerna 1893-94, 1895-96. Han vann även Lancashire-ligan en gång, säsongen 1892-93.
Den första spelartruppen som McKenna bildade, innehöll inga engelsmän. Laget innehöll däremot en hel del skottar, många hade Mac i början av efternamnet, Mcbdrie, McQueen, McVean etc. Tio år senare hade laget fortfarande inte någon engelsman i laget.